# Mega Turrican
Mega Turrican é um jogo de tiro da era 16 bits, desenvolvido pela Factor 5 em 1993 e publicado pela Data East em 1994.
Este jogo da série Turrican foi inicialmente projetado para o Mega Drive, e mais tarde foi feito um porte para o Amiga, convertido pela Kaiko e Neon Studios sob o título de Turrican 3: Payment Day. No entanto, apesar de não ser a original, a versão do Amiga foi a primeira a ser lançada comercialmente em 1993, publicada pela Rainbow Arts na Alemanha e pela Renegade no resto da Europa. A versão Mega Drive não tinha uma publisher e permaneceu não lancada da primavera de 1993 até 1994, quando a Data East assumiu sua distribuição mundial. A Data East lançou o jogo na América do Norte e contratou a Sony Imagesoft para a distribuição do jogo na Europa.
A versão do jogo de Mega Drive foi relançada no serviço Virtual Console do Wii na Europa e na Austrália em 22 de março de 2008 e em 14 de Abril de 2008, em América do Norte.

## História
O tempo passou desde que a humanidade ouviu falar do The Machine. Bren McGuire está em uma missão das Forças de Libertação dos Planetas Unidos quando de repente ele vê seus piores pesadelos se tornando realidade novamente. Anos atrás, ele era o único sobrevivente da nave Avalon 1, quando o The Machine derrotou seus companheiros na tentativa de conquistar a galáxia. Naquela época, Bren procurou vingança contra o seu inimigo e, finalmente, o destruiu no planeta de Landorin. Ninguém esperava um retorno da The Machine, mas agora, depois que muitas pessoas desfrutaram de liberdade e paz na galáxia, as forças das trevas sob seu comando estão começando a se reunir novamente.
Em uma onda de terror, The Machine destrói dezenas de planetas e escraviza centenas de pessoas pacíficas. As velhas memórias surgem novamente quando Bren ouve a última mensagem de uma jovem e bela garota. Desesperada, ela pede ajuda, pois seu planeta está sendo tomado pelos soldados da The Machine. Quando Bren recebe a mensagem, ele usa seu traje de assalto Turrican e jura vingança final.
Mais uma vez, Bren McGuire, agora o atual líder das Forças de Liberdade, é a única esperança em uma missão crucial para destruir definitivamente o domínio do mal representado pela The Machine. Um guerreiro solitário contra as hordas do mal da The Machine, Bren salta de sua nave para enfrentar o desafio final.

## Jogabilidade
O jogador tem que completar inúmeros níveis sempre procurando segredos para pegar e inimigos para atirar. Para fazer isso, o jogador pode escolher três diferentes tipos de tiros atualizáveis: uma arma "Múltipla" que espalha os tiros, um "Laser" de direção única mais potente e um de "Ricochete", que dispara tiros diretamente para cima e para baixo que percorrem andares e tetos, enquanto o disparo principal de tiro de ataque é mais fraco. Ele também pode entrar no modo roda pressionando jump enquanto segura o D-Pad (contanto que você tenha energia especial suficiente) e use uma corda. No modo roda, o jogador é quase invencível e pode colocar minas ou explorar áreas anteriormente inacessíveis, um mecanismo semelhante ao "Morph Ball" da série Metroid e o "Spin Dash" da série Sonic the Hedgehog.

## Desenvolvimento
A revista alemã "Amiga Games" publicou um diário de desenvolvimento completo em 6 partes (O longo caminho de Turrican II a Turrican III) em 1992. A revista alemã "Power Play" publicou um artigo sobre o desenvolvimento da Turrican 3 em 1993.
A Factor 5 começou o trabalho em Turrican III para o Amiga logo depois que Turrican II foi lançado em 1991. Eles tinham uma demonstração funcional que já tinha alguns recursos do jogo final. No entanto, nessa altura, o mercado do Amiga já estava em declínio e, em conjunto com a Rainbow Arts, decidiu-se desenvolver o jogo para o Sega Mega Drive. O jogo foi completamente redesenhado para o console e foi co-desenvolvido pela Factor 5 e membros da Kaiko. O desenvolvimento do que já era conhecido como Mega Turrican foi finalizado na primavera de 1993, mas a Factor 5 ainda precisava de um acordo de publicação para o título, já que a Rainbow Arts não realizava operações diretas nos negócios de consoles. A Factor 5 teve então de mudar os esforços para apresentar o jogo a várias publicadoras de Mega Drive na esperança de assinar um acordo definitivo, um processo que terminaria um ano inteiro depois da Data East concordar com a Factor 5 em publicar a Mega Turrican em 1994.
Não muito tempo depois do término do desenvolvimento da Mega Turrican para o Mega Drive, Kaiko se aproximou da Rainbow Arts e pediu para desenvolver sua própria versão de um terceiro jogo da Turrican para o Amiga. No entanto, o desenvolvimento nesta versão não foi muito longe e foi interrompido após um curto período de tempo. Esforços em uma terceira versão do Amiga foram novamente reiniciados, desta vez como uma conversão do Mega Turrican, que ainda era um título não lançado no Mega Drive. A programação foi feita por Peter Thierolf da Neon Studios, anteriormente da Kaiko (a empresa estava desmoronando na época). Este porte para o Amiga, rebatizado como Turrican 3 (substituindo os numerais romanos atribuídos pelo projeto anterior da Fator 5), foi lançado na Europa no outono de 1993 pela Rainbow Arts e pela Renegade Software, antes mesmo da versão original do Mega Drive poder encontrar uma publicadora para qualquer região.
As principais diferenças entre as versões Mega Drive e Amiga são nos gráficos e som. Notavelmente, o departamento gráfico da versão original do Mega Drive foi comprometido no processo do porte para o Amiga, resultando em ligeira perda de cor, alguns fundos em falta e uma falta generalizada de animações e efeitos gráficos. A música e os efeitos sonoros foram portados para as capacidades de som do Amiga, com reajustes em várias composições de faixas sendo feitas no processo. Não foram feitas muitas alterações, adições ou cortes na jogabilidade e no level design, além de um nível secreto no mundo inicial da Mega Turrican, tornando-se um nível regular no Turrican 3 e se o usuário do Amiga usar um joystick com o botão para restaurar o método de salto tradicional de volta para cima e segurar o botão de tiro para usar o gancho.
Em termos gerais e para além das diferenças de versão específicas, o jogo apresenta níveis menores em comparação com os jogos Turrican originais do Amiga, mas compensa isso com muitos novos efeitos e melhorias gráficas, e um grande foco na ação de disparo. O chicote dos dois primeiros jogos se foi e é substituído por um gancho de física dirigida usado para alcançar lugares mais altos de forma semelhante a outros jogos como o Bionic Commando.
Versões foram consideradas pela Rainbow Arts para PC MS-DOS e Acorn Archimedes com uma data de lançamento provisória para o verão de 1994, mas nenhuma delas foi lançada.

### Gráficos não utilizados
Ao inspecionar a RAM de vídeo enquanto jogamos o primeiro nível, é possível encontrar sprites representando Sonic e Mario de uma forma que faz lembrar do Han Solo congelado em carbonita, embora esses sprites nunca sejam usados no jogo real.